# Louis-Jean Pélerin de la Buxière
Louis Jean Pélerin de La Buxière est un homme politique français né le 13 février 1731 à Saint-Domingue et décédé le 1er avril 1796 à Montbarrois (Loiret).
Propriétaire terrien, il est député du tiers état aux États généraux de 1789 pour le bailliage d'Orléans. Il siège avec les réformateurs modérés.

## Sources
- « Louis-Jean Pélerin de la Buxière », dans Adolphe Robert et Gaston Cougny, Dictionnaire des parlementaires français, Edgar Bourloton, 1889-1891 [détail de l’édition]